# Master of Magic
Master of Magic è un videogioco strategico a turni per computer con ambientazione fantasy. Pubblicato nel 1994 dalla Microprose per il sistema operativo MS-DOS, è stato creato da Steve Barcia della Simtex, autore anche di Master of Orion, e unisce una gestione complessa delle città in stile Civilization e combattimenti strategici a un sistema di iterazione delle magie. La prima versione di Master of Magic era afflitta da numerosi bug, che sono stati corretti nel tempo fino all'uscita agli inizi del 1995 delle patch, l'ultima delle quali risale al marzo del 1995.
Il gioco è uscito in Giappone nel 1997 col nome di Civizard: Majutsu no Keifu (シヴィザード 魔術の系譜?), sviluppato da Opera House e pubblicato dalla Asmik Ace. A febbraio 2020, è uscita un'espansione DLC chiamata Caster of Magic.

## Descrizione del Gioco
Scopo del gioco è impersonare un mago e diventare Signore della Magia (Master of Magic).
Il mondo di Master of Magic è composto da 2 piani astrali, ovvero Arcanus e Myrror. Il giocatore comincia normalmente in Arcanus, il primo piano. Per poter cominciare in Myrror si deve scegliere l'abilità speciale Myrran alla creazione del mago. In Myrror risiedono razze particolari e potenti (come Nani, Elfi Oscuri, Draconiani e Troll); qui i nodi magici producono il doppio del mana, ma anche le creature ostili che vi abitano e che si trovano in questo piano sono più potenti.

### Magia
Nel gioco esistono 6 reami magici, ognuno con caratteristiche peculiari. Tra di essi vi sono i 5 Reami magici maggiori, che contano 50 magie che si dividono fra evocazioni, magie di combattimento, incantesimi che influenzano le città, le unità o il mondo intero e magie speciali. Il numero e la potenza delle magie che si possono imparare durante il gioco dipende dal numero di libri che si scelgono durante la creazione del proprio mago alter ego.
Ecco l'elenco dei reami:
- Arcane: reame comune che raccoglie un insieme minimo di magie (14) che ogni mago può imparare nel corso del gioco.
- Death (Morte, teschi viola): trae potere dalle Tenebre, conta molti incantesimi e creature che influenzano negativamente i nemici oppure incantesimi che portano lentamente alla rovina anche le città più fiorenti.
- Life (Vita, ankh bianchi): si basa sul potere della luce, e la maggior parte delle magie sono incantesimi con effetti benefici per unità e città; è inoltre specializzata nella distruzione delle creature non-morte.
- Nature (Natura, alberi verdi): trae energia dalla terra e dai mari, è il reame che conta il maggior numero di evocazioni o magie che si basano sulla modifica e controllo della natura.
- Chaos (Caos, soli rossi): basato sulle energie del caos e del fuoco, questo reame è specializzato nelle magie che provocano danni diretti ad unità, città o, in generale, al mondo intero, oltre a poter contare su alcune unità dall'alto potere distruttivo.
- Sorcery (Stregoneria, diamanti azzurri): la caratteristica di questo Reame sono le forze del cielo e le illusioni, e sono presenti le più forti magie di annullamento e controllo magico.

È opportuno ricordare che le magie di Vita e Morte sono opposte ed autoesclusive, e che non si possono conoscere contemporaneamente magie dei due reami.
Per poter usare la magia serve mana, che può essere prodotto da particolari edifici, da alcune razze come gli elfi, oppure legando un nodo magico al Mago usando uno spirito magico.
Esistono tre tipi di nodi, detti Caos, Natura e Stregoneria, ognuno protetto da creature del reame del nodo.

### Maghi giocabili
Ognuno dei 14 maghi giocabili nel gioco possiede un set di libri che indica il suo potenziale in ognuno dei cinque reami magici principali; quanti più libri il mago possiede con il simbolo rispettivo contrassegnato, tante più magie esso/a può imparare nel corso del gioco.
- Ariel è una somma sacerdotessa specializzata nella magia della Vita, di cui può imparare ogni incantesimo avendo dieci libri in tale campo. È inoltre una diplomatica eccellente, e la sua abilità speciale è Carismatica, che raddoppia gli effetti di ogni azione diplomatica positiva e dimezza ogni impatto negativo; in più, può assumere eroi e mercenari e acquistare oggetti magici a costi dimezzati.
- Freya è una ninfa elfica specializzata nel campo della Natura. Possiede anche l'abilità speciale Maestria della Natura, che incrementa la velocità di ricerca di incantesimi di tale campo, ne raddoppia la difficoltà di dispersione e permette di estrarre il doppio di mana da ogni nodo magico della Natura sotto il suo controllo.
- Horus è uno stregone specializzato in maniera equa nei campi della Vita e della Stregoneria. È inoltre un Arcimago, il che rende i suoi incantesimi molto più difficili da disperdere.
- Jafar è un illusionista arabo specializzato nella Stregoneria. È anche un Alchimista, il che gli permette di convertire oro in mana e viceversa senza alcun costo.
- Kali è una strega specializzata pari pari nella Morte e nella Stregoneria. La sua abilità speciale, Artificiere, permette di estrarre il doppio del Mana dai nodi magici sotto il suo controllo.
- Lo Pan è un mistico orientale specializzato nei campi del Caos e della Stregoneria. Possiede anche l'abilità Incanalatore: può infatti incanalare energia magica dalla sua fortezza incantata direttamente ai suoi soldati che combattono sul campo, ma anche superare il problema dei prezzi alti in mana quando evoca incantesimi fuori dalla sua fortezza.
- Merlino è un grande mago specializzato nella Natura e nella Vita. È anche un Maestro Saggio, il che gli consente di imparare nuovi incantesimi molto più velocemente.
- Oberic è un elementale specializzato sia nella Natura che nel Caos. La sua abilità speciale Concentrazione di Mana incrementa il mana che ottiene per le sue riserve.
- Rjak è uno stregone specializzato nella Morte, di cui possiede ben nove libri. Ha inoltre sviluppato l'abilità Potere Infernale, che incrementa il mana estratto dagli altari, dai templi e dai partenoni sotto il suo controllo.
- Sharee è una sacerdotessa voodoo specializzata nella Morte e nel Caos. È anche un'Evocatrice, e può evocare creature al costo minore in mana rispetto al normale.
- Sss'ra è uno stregone draconiano specializzato nel Caos e nella Vita (rispettivamente quattro e cinque libri). Essendo egli un Myrrano, può iniziare il gioco in tale mondo e guidare una delle razze uniche native (vedi sotto).
- Tauron è un essere demoniaco specializzato nel Caos. La sua Maestria del Caos incrementa la velocità di ricerca di incantesimi di tale campo, ne raddoppia la difficoltà di dispersione e permette di estrarre il doppio di mana da ogni nodo magico del Caos sotto il suo controllo (esattamente al pari di Freya nel campo della Natura).
- Tlaloc è un sacerdote azteco specializzato nella Natura e nella Morte (quattro e cinque libri rispettivamente). È un Signore della Guerra: le sue unità ottengono automaticamente un livello d'esperienza, e possono anche superare il livello regolare più alto possibile (ovvero quello d'élite).

### Razze
In ogni piano esistono razze diverse fra loro (9 in Arcanus e 5 in Myrror), ognuna con vantaggi, svantaggi, differenze sostanziali nelle capacità produttive e negli alberi tecnologici, ed ognuna può produrre delle unità esclusive. Le varie razze sono legate fra loro tramite relazioni di amicizia ed odio, il che complica ulteriormente la gestione di città diverse abitate da razze ostili.
- Razze di Arcanum
  - Barbarian (Barbari): limitati nella produzione di oro, compensano con aggressività ed espansionismo maggiore; unità speciali: Bersekers e Navi da guerra
  - Gnoll (uomini cane): crescita lenta della popolazione, debbono immediatamente espandersi per non essere eliminati; unità speciali: Wolfriders (cavalcalupi)
  - Halfing : paragonabili agli Hobbit de "Il Signore degli anelli" una razza apparentemente debolissima, il loro alto valore in fortuna li rende però estremamente difficili da colpire, i loro contadini producono moltissime risorse possono così mantenere eserciti molto grandi; unità speciali: frombolieri
  - High Elf (Elfi Nobili): razza molto potente ma a crescita lenta, possono schierare alcune delle truppe migliori del gioco; unità speciali: archi lunghi, pegasi e signori elfici
  - High Men (Umani Nobili): razza molto flessibile il loro punto debole è che non hanno vere unità volanti; unità speciali: Picchieri, Paladini, Navi da Battaglia
  - Klackon (Uomini insetto): punti di forza: crescita rapida per cui possono schierare rapidamente eserciti molto numerosi, punti deboli non hanno unità con attacco a distanza; unità speciali: Cervo Volante
  - Lizardman (Uomini lucertola): caratteristica principale della razza è la loro capacità di nuotare per cui si espandono molto velocemente sulla mappa, la produzione di oro è molto lenta; unità speciali: giavellottisti, tartaruga drago
  - Nomad (Nomadi): razza molto forte e flessibile deficit di crescita limitato; unità speciali: Grifoni, Arcieri a cavallo, Rangers, Picchieri
  - Orc (Orchi): a differenza di quello che si pensi gli Orchi su Arcanum sono molto civilizzati, una razza flessibile che si adatta a molti stili di gioco, soffrono contro le unità spettrali e quelle con attacco velenoso; unità speciali: Wyvern Riders (Cavalca Viverne)
- Razze di Myrran
  - Beastmen (Uomini Bestia): hanno unità molto versatili e resistenti (bonus in resistenza); unità speciali: centauri, Manticore, Minotauri
  - Dark Elf (Elfi Scuri): la razza più abile in assoluto con la magia; unità speciali: Warlocks, Nightblades, Incubi
  - Draconian (Draconiani): Umanoidi con caratteristiche rettiliane una delle razzè più forti in assoluto, forti sia in corpo a corpo che a distanza, tutte le unità hanno un bonus in resistenza, tutte possono volare; unità speciali: Air Ship (Nave Volante), Doom Drakes (Draghi Infernali)
  - Dwarwen (Nani): il loro difetto principale è la lentezza che limità la loro espansione in compenso hanno unità molto forti; unità speciali: Golem, HammerHands, Nave a Vapore
  - Troll: limitati nella costruzione di edifici hanno unità molto potenti e di grandi dimensioni hanno inoltre la caratteristica rigenerazione che gli consente di recuperare i punti ferita col tempo; unità speciali: Troll Guerriero, Mammut da Guerra

### Unità & Eroi
In Master of Magic le unità si possono unire a formare gruppi composti fino a 9 elementi, ma la caratteristica principale è che esse possono essere composte da più "componenti": ad esempio un'unità di picchieri è formata da 6 componenti (chiamate figure in inglese), il che aggiunge un'ulteriore variabile nei combattimenti. Le unità multicomponenti tendono ad indebolirsi se nel combattimento alcuni componenti rimangono uccisi, ma quando vengono curate (con le magie o con il riposo) i componenti vengono rimpiazzati. Con l'ultima patch si sono divisi gli eroi normali dai campioni, con alti costi di mantenimento ma più potenti degli eroi normali. Gli eroi sono unità particolari che all'inizio sono più deboli delle unità normali, ma con il passare del gioco, anche grazie a particolari abilità ed oggetti, possono diventare abbastanza potenti da affrontare da soli anche le evocazioni più forti. Alcuni eroi hanno anche delle abilità capaci di potenziare le altre unità che sono in gruppo con loro.
Esistono ben 10 Campioni, alcuni dei quali si alleano solo con Maghi che hanno conoscenze in determinati reami magici.

#### Esperienza
Le evocazioni non ottengono esperienza e nemmeno evolvono col tempo, mentre le unità normali e gli eroi prendono 1 punto esperienza ad ogni turno o quando partecipano ai combattimenti, e ogni volta che accumulano abbastanza esperienza diventano più esperti e forti. Per far acquisire esperienza più in fretta alle truppe si può affrontare una battaglia di maggiore difficoltà che, in caso di vittoria, dona 2 punti esperienza, oppure sfruttare una particolare abilità degli eroi.
Le unità normali possono progredire per 3 livelli d'esperienza, più 2 aggiuntivi, che possono essere ottenuti solo grazie ad una particolare abilità del Mago (Retort Warlord) e/o alla Crociata (Crusade), magie bianche (Life) che aumentano di uno ciascuno il livello massimo. Gli eroi invece hanno ben 9 livelli d'esperienza.

## Accoglienza
| Testata         | Giudizio |
| --------------- | -------- |
| Next Generation | 3/5      |
| PC Magazine     | 4/4      |

Next Generation ha dato 3 stelle su 5 al gioco, dichiarando che "i principianti avranno problemi con gli alti livelli di complessità e le istruzioni spesso difficili da seguire del gioco, ma i veterani ne saranno soddisfatti."
Master of Magic è stato nominato dalla Computer Gaming World come "Strategico dell'Anno" (Strategy Game of the Year) del 1994, premio vinto da UFO: Enemy Unknown.